# Oderisius
Oderisius von Montecassino bzw. Oderisius von Marsi OSB (* im 11. Jahrhundert; † 2. Dezember 1105 in Montecassino) war ein Kardinal und Abt des Benediktinerklosters Montecassino.

## Leben
Er war Enkel des Marsergrafen Rainald und Sohn von Graf Oderisius II. Weder sein Geburtsdatum noch sein Geburtsort sind überliefert.
Oderisius trat der Benediktinerabtei Montecassino als Kind bei und wurde nach 1038 von Abt Richer aufgenommen. Da er sich durch seine moralischen Qualitäten auszeichnete und sich für die Einhaltung der Benediktinerregel einsetzte, wurde er nach 1058 von Abt Desiderius zum Propst der Abtei von Cassino ernannt.
Kardinal Hildebrand machte Papst Nikolaus II.  auf ihn aufmerksam. Dieser Papst nahm ihn im Konsistorium am 6. März 1059 als Kardinal auf. Sein Titel ist unbekannt.
Am 16. September 1087 starb Papst Viktor III. Dieser war während seines Pontifikates auch weiterhin Abt von Montecassino. Im gleichen Monat wurde Oderisius zum 39. Abt von Montecassino gewählt. Unter seiner Regentschaft erlebte Montecassino dank der Gunst, die die Abtei am normannischen Hof von Palermo genoss, einen beträchtlichen Zuwachs seines weltlichen Vermögens und insbesondere seiner Territorien.
Er nahm für die Klasse der Kardinaldiakone an der Papstwahl 1088 teil, die Papst Urban II. wählte. 1088 entschied er sich für die Klasse der Kardinalpriester und die Titelkirche San Marcello al Corso. Von Papst Urban II. erwirkte er für Montecassino ein  Privileg, auf dessen Grundlage die Abtei eine territoriale Herrschaft verwalten konnte. 1090 weihte er die Kirche San Martino im Klosterkomplex Montecassino. Die Kirche war 20 Jahre zuvor eingestürzt. Er gab den Bau der Kirche San Andrea in Auftrag und weihte die Kirche San Stefano erneut. Am 10. November 1100 unterzeichnete er ein päpstliches Privileg. Er war ein Freund des byzantinischen Kaisers Alexios I. Komnenos, der ihm unzählige Ehren und Geschenke zuteilwerden ließ, und des deutschen Kaisers Heinrich IV. Er war ein treuer Verteidiger von Papst Gregor VII. Er bevorzugte das Studium der klassischen Tradition, und während seiner Herrschaft in Montecassino wurden der Kommentar von Macrobius zu Somnium Scipionis und die Filippiche transkribiert.
Im Martyrologium der Benediktiner wird er als Heiliger genannt, sein Gedenktag ist der 2. Dezember.